# 大分県立盲学校
大分県立盲学校（おおいたけんりつ もうがっこう）は、大分県大分市にある公立盲学校。

## 学部
- 幼稚部
- 小学部
- 中学部
- 高等部
  - 本科
    - 普通科 (学校)
    - 保健理療科

  - 専攻科
    - 保健理療科
    - 理療科

## 沿革
- 1892年（明治25年） - 温知分舎開設[1]。
- 1901年（明治34年）10月 - 大分市名ヶ小路に訓盲学校開設[2]。
- 1904年（明治37年）2月 - 温知分舎を継いで大分市茶屋町に啓盲学校開設[2]。
- 1905年（明治38年）6月 - 大分市仲ノ町に誨盲学校開設[2]。
- 1908年（明治41年）6月4日 - 私塾3校を統合し、茶屋町に私立大分盲唖学校設立[2]。
- 1911年（明治44年） - 大分市南新地に校舎移転[1]。
- 1919年（大正8年）4月1日 - 大分市金池町に校舎移転[2]。
- 1935年（昭和10年）4月1日 - 大分県に移管され、大分県立盲唖学校に改称[2]。
- 1937年（昭和12年）6月3日 - ヘレン・ケラーが来校し講演[2]。
- 1945年（昭和20年）7月16日 - 大分空襲により寄宿舎3棟・講堂・校長公舎を焼失[2]。
- 1948年（昭和23年）4月 - 聾唖部を分離し、大分県立盲学校となる。高等部発足[2]。

## 所在地
- 〒870-0026 大分市金池町3丁目1番75号

## 交通
- JR九州大分駅より徒歩約10分
- 大分バス顕徳町停留所下車徒歩1分